# Thierry Renard
Pour les articles homonymes, voir Renard (homonymie).
Thierry Renard est un poète français né à Lyon le 14 août 1963 . Il vit actuellement à Vénissieux. Son œuvre poétique a été traduite en plusieurs langues.

## Biographie
Thierry Renard est né à Lyon (Mère d'origine piémontaise, employée ; Père lyonnais, ouvrier.) Ancien élève du Conservatoire d’art dramatique de Lyon, il se fait remarquer très tôt comme comédien, poète et animateur de revue.
Sa rencontre avec l’écrivain Charles Juliet, dès 1978, est pour lui déterminante. Il partage alors sa vie entre l’écriture, le théâtre et de nombreuses autres activités artistiques, ce qui lui vaut dans les années 1980 le surnom de « poète des Minguettes ».
Après avoir animé le magazine poétique Aube (1978-1998), après avoir été le directeur littéraire des éditions Paroles d’aube jusqu’au printemps 1998, Thierry Renard rejoint les Éditions La passe du vent en qualité de responsable littéraire. Il est également directeur de l’Espace Pandora à Vénissieux – lieu de diffusion et de communication de la poésie – qu’il a fondé en 1985 avec Sylviane Crouzet, Olivier Fischer et Patrick Vighetti.
En 2009, il succède à Jean-Pierre Siméon à la présidence de la Semaine de la poésie de Clermont-Ferrand.
Il a participé, ou collaboré, à des revues (journaux et magazines), en France et à l’étranger : Soleils d’Infernalia, Jalons, Verso / Matières, Quintefeuille, Œil de Faucon etc. Producteur d’émissions radiophoniques, il a animé sur Tsf Lyon (juillet 1988 / avril 1989) un feuilleton de 150 épisodes : Citoyen Robespierre. Il fut chroniqueur littéraire à l’hebdomadaire La Voix du lyonnais. Thierry Renard a notamment travaillé avec Wladyslaw Znorko, du Cosmos Kolej (France et Europe), Gilles Chavassieux, du théâtre des Ateliers (Lyon), Yves Pignard, du théâtre des Marronniers (Lyon), André Benedetto, du théâtre des Carmes (Avignon)...
Actuellement, il participe, avec l’équipe de l’Espace Pandora, à de nombreuses lectures et manifestations publiques : festival de poésie de Montréal ; Étonnants voyageurs, à Bamako et à Saint-Malo ; Printemps des poètes, un peu partout (France, Algérie, notamment) ; Semaine de la poésie de Clermont-Ferrand… Seul sur scène, ou accompagné par d’autres artistes, écrivains, comédiens, musiciens, plasticiens, Thierry Renard capte l’attention de son public en transformant ses lectures de textes en performances artistiques. Son engouement pour la poésie devient alors très vite contagieux.
Il anime, également, des ateliers d’écriture en direction des publics les plus défavorisés.
Actif dans le monde de la poésie et de l'édition, il est nommé chevalier des Arts et des Lettres (promotion du 1er janvier 2008), puis officier des Arts et des Lettres (promotion du 14 juillet 2013). Il est l'invité du Printemps des poètes 2013.
En juillet 2015, Thierry Renard se rend à Montréal, à Milwaukee et à Chicago, avec le soutien de la Région Rhône-Alpes, pour la traduction, la diffusion et la promotion de son travail poétique à l'occasion du projet Motel Terminus.
Il est aujourd’hui directeur littéraire à l’enseigne des éditions La rumeur libre.
Cette intense activité culturelle ne l’empêche pas de mener à bien une œuvre personnelle – où se mêlent investigation morale, érotisme amoureux et voyages au long cours –, qui compte de nombreux ouvrages, récemment rassemblés dans les Œuvres poétiques (deux tomes parus, 2016 et 2018) que publient les éditions La rumeur libre.

## Œuvres
- Je me baigne nu, Ternay, France, Éditions Pré de l’âge, 1980, 16 p. (BNF 34690913)
- Le Chemin parcouru, Vénissieux, France, Éditions Aube, 1983, 16 p. (BNF 34855732)
- Jadis ou les Jardins d’Adèle, Ternay, France, Éditions Pré de l’âge, 1983, 19 p. (BNF 34714970)
- Cette ZUP, mon frangin, Ternay, France, Éditions Pré de l’âge, 1985, 11 p. (BNF 34870541)
- Pareils au vent qui nous décoiffe…, Vénissieux, France, Éditions Aube, 1986, 12 p. (BNF 34903439)
- Élever la voix, Vénissieux, France, Éditions Laboratory, 1987, 14 p. (BNF 34992082)
- Vers la nuit, Vénissieux, France, Éditions Aube, 1987, 14 p. (BNF 34949857)
- Dans la braise de tes yeux , suivi de Si demain je dois mourir, Grigny, France, Éditions Pleine plume, 1987, 50 p.  (ISBN 2-906095-24-9)
- Le Fait noir : poèmes réunionnais , Vénissieux, France, Éditions Paroles d’aube, coll. « Noces », 1993, 72 p.  (ISBN 2-909096-12-2)[4]
- L’Injustice commence là, précédée par Comme l'animal !, Paris, Éditions Bérénice, coll. « Poésie », 1998, 120 p.  (ISBN 2-911232-09-7)
- Maintenant la nuit, collages de Lionel Bourg, Russan, Sainte-Anastasie, France, Éditions Cadex, 1998, 27 p.  (ISBN 2-905910-94-1)
- L’Espérance récompensée, collages de Philippe Bouvier, dessin de Yannis Renard, Paris, Éditions Bérénice, coll. « Poésie », 2000, 125 p.  (ISBN 2-911232-27-5)
- Il neige sur ta face : l’illusion lyrique, Limoges, France, Éditions Le bruit des autres, 2001, 70 p.  (ISBN 2-909468-96-8)
- L’Éclosion du coquelicot : en espoir de cause, Chaillé-sous-les-Ormeaux, France, Éditions Le Dé bleu, 2002, 141 p.  (ISBN 2-84031-149-6)
- Citoyen Robespierre : feuilleton radiophonique, ill. d’Annie Maurer, Paris, Éditions Bérénice, coll. « Cétacé », 2004, 155 p.  (ISBN 2-911232-49-6)
- Seule la révolution fait le beau temps : tombeau de monsieur Guy Debord, Paris, Éditions Bérénice, coll. « Alix », 2005, 29 p.  (ISBN 2-911232-58-5)
- Neptune mambo, suivi de Depuis toujours, collages de Sonia Viel, ill. d’Annie Maurer, Paris, Éditions Bérénice, coll. « Alix », 2006, 113 p.  (ISBN 2-911232-66-6)
- Plus vivants que jamais !, Cordes-sur-Ciel, France, Éditions Rafael de Surtis, 2008, coll. « Art artistes », 56 p. (BNF 41392266)
- Va, respire d’autres lumières : la deuxième vie de Rogelia Cru, Limoges, France, Éditions Le bruit des autres, 2008, 119 p.  (ISBN 978-2-35652-016-6)[5]
- Un monde à l’envers, correspondance avec Ahmed Kalouaz, Limoges, France, Éditions Le bruit des autres, 2010, 119 p.  (ISBN 978-2-35652-054-8)
- Neptune mambo, suivi de Depuis toujours, collages de Sonia Viel, ill. d’Annie Maurer, Paris, Éditions Bérénice, coll. « Alix », 2006, 113 p.  (ISBN 2-911232-66-6)
- La Traversée du jour , Paris, Éditions Bérénice, coll. « Élan », 2010, 93 p.  (ISBN 978-2-911232-90-9)
- Les poussières du vent se lèvent tôt, avec Joël Bastard, photographies de Michel Calzat, Éd. La passe du vent, 2012
- Canicule et Vendetta, suivi de Impressions méditerranéennes, Limoges, France, Éditions Le bruit des autres, 2013, 126 p.  (ISBN 978-2-35652-084-5)
- La Chance d’un autre jour, avec Emmanuel Merle, collages de Sonia Viel, Éd. La passe du vent, 2013
- Cargo Vénus, illustrations d’Olivier Fischer, de Patrick Rana-Perrier, Julie Perin et Sonia Viel, Jacques André éditeur, 2015
- I Travel the World, traduit par Antonio D’Alfonso, Canada, Ekstasis Éditions, 2015
- Œuvres poétiques Tome 1, La rumeur libre éditions, 2016, 480 p. (ISBN 978-2-35577-103-3)
- Cannibale Bambou, collages de Sonia Viel, Éditions Gros textes, 2016
- Œuvres poétiques, tome 2, Éditions La rumeur libre, 2018  (ISBN 978-2-35577-127-9)
- La Nuit est injuste, Éditions La rumeur libre, 2018  (ISBN 978-2-35577-165-1)
- L’Amer du Sud, avec Dimitri Porcu, préface de Giacomo Casti, édition bilingue, Éditions La passe du vent, 2019  (ISBN 978-2-84562-339-2)
- Un zgomot lasat de vânt, préface d’Yvon Le Men, traduit en roumain par Christian Penes, Eikon (Roumanie), 2019  (ISBN 978-606-49-0012-8)
- Addictus, photos de Jean-Claude Chuzzeville, édition bilingue, traduite en italien par Julie Dorille, collection ArtSquare, Jacques André éditeur, décembre 2020  (ISBN 978-2-7570-0390-9)
- La Nuit passante, avec Emmanuel Merle, préface de Claude Burgelin, collages de Sonia Viel, Éditions La rumeur libre, 2021  (ISBN 978-2-35577-231-3)
- En première ligne, conversations avec Christophe La Posta, Éditions La rumeur libre, octobre 2023  (ISBN 978-2-35577-309-9)
- Je connais gens de toutes sortes, collection Arcane, Sémaphore, octobre 2023